# Maratón Tres ciudades patagónicas
La Maratón Tres Ciudades Patagónicas es una prueba de 42,197 km que une tres ciudades de la provincia de Chubut, Argentina. Las mismas son: Gaiman, Trelew y Rawson. Se realiza anualmente en el mes de octubre.

## Características
Se desarrolla de forma ininterrumpida desde el 13 de octubre de 1996 y atrae gran cantidad de competidores locales e internacionales. Se desarrolla de manera conjunta por los gobiernos de las tres localidades, junto con el gobierno provincial.
El recorrido es de dificultad mediana. La mayoría de este suele ser desarrollado en la ruta nacional 25 entre Gaiman y Trelew y la ruta provincial 7 entre Trelew y Rawson.
La maratón posee distintas categorías para hombres y mujeres. Las edad mínima para participar es de 20 años. También participan discapacitados (mentales, disminuidos visuales, ciegos) y personas en sillas de rueda. Cabe destacar que el récord en categoría caballeros es de 2h 19m 07seg y en damas de 2h 46m 35seg.